# Marea Albă
Marea Albă (în limba rusă: Бе́лое мо́ре) este un intrând al Mării Barents pe coasta de nord-vest a Rusiei. Marea este înconjurată de Karelia la vest, Peninsula Kola la nord și Peninsula Kanin la nord-est. 

## Date generale
Arhanghelsk, un important port la Marea Albă, a fost pentru o bună parte a istoriei Rusiei principalul centru pentru comerțul internațional, aflat sub administrarea așa numiților pomori ("locuitorii de la mare") din Holmogorî. În timpurile moderne, portul a devenit o importantă bază navală și pentru submarine. Aici se află și centrala electrică care folosește energia valurilor de la Kislaia Guba, care generează 0,5 MW. 
Marea Albă este legată de Marea Baltică prin Canalul Marea Albă-Marea Baltică. Ea este considerată o mare interioară a Rusiei. Are patru golfuri importante: Golful Kandalakșa, Golful Onega, Golful Dvin și Golful Mezen. Principalul grup de insule este alcătuit din Insulele Solovețki⁠(d).

## Galerie de imagini

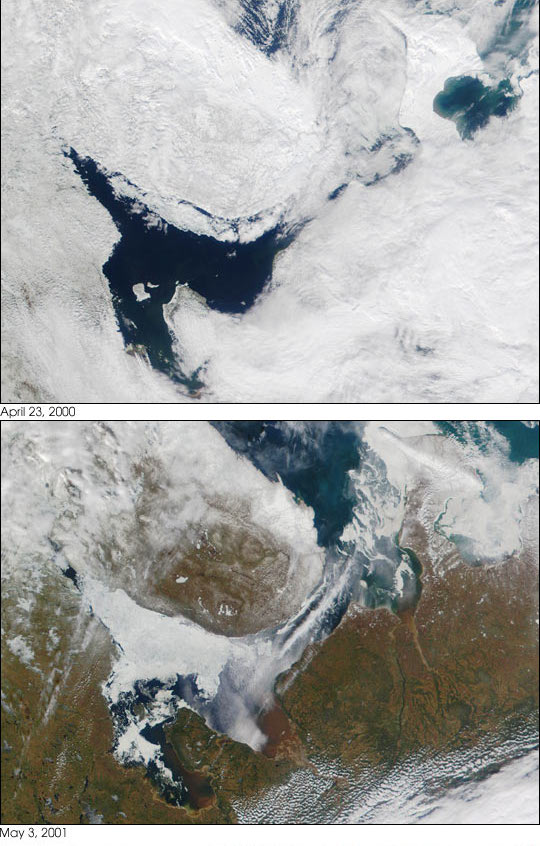
Fotografii din satelit ale Mării Albe